# Eyserhalte

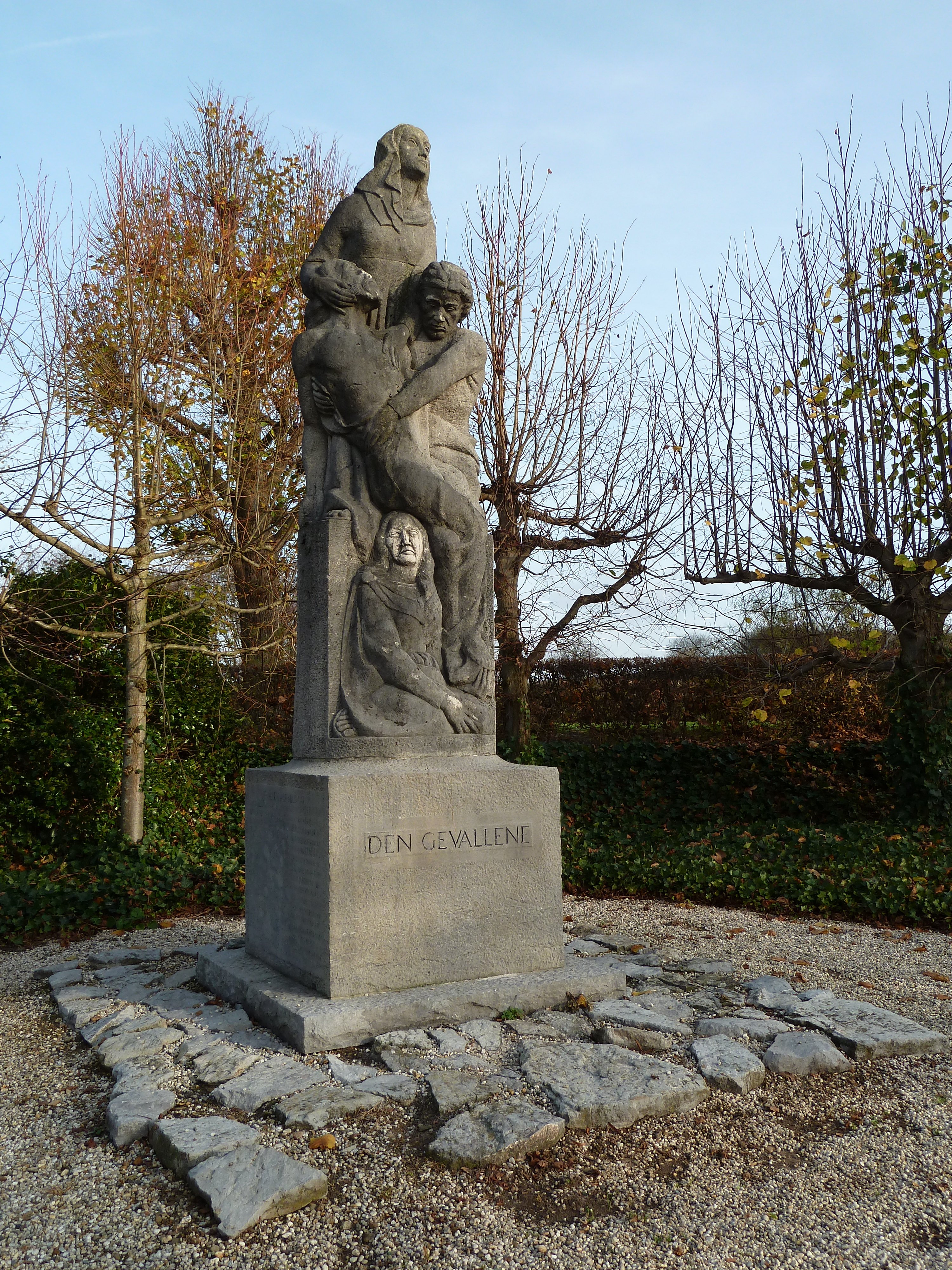
Verzetsmonument Eyserlinde

Eyserhalte is een buurtschap die bij het kerkdorp Eys in de Nederlandse gemeente Gulpen-Wittem hoort. De buurtschap ligt op de zuidelijke helling van het Eyserbeekdal en op de noordrand van de meest westelijke uitloper van het Plateau van Bocholtz.
De buurtschap telt slechts enkele woonhuizen en ook een oude fruitboerderij waarvan het bijbehorende koelhuis is omgebouwd tot delicatessenzaak. Bij de Eyserhalte ligt het station van Eys, waar de naam 'Eyserhalte' dan ook van afgeleid is. De buurtschap is gelegen aan de Wittemerweg, die vanuit Eys richting Wittem loopt. Naast deze doorgaande weg, ligt in de buurtschap de Piepertbroekweg; een veldweg richting Cartils.
Bij Eyserhalte bevindt zich ter hoogte van Eyserlinde het verzetsmonument.
Dorpen: Epen · Eys · Gulpen · Mechelen · Nijswiller · Partij-Wittem · Reijmerstok · Slenaken · Wahlwiller · Wijlre

Gehuchten en buurtschappen: Beertsenhoven · Berghem · Berghof · Beutenaken · Billinghuizen · Bissen · Bommerig · Broek · Cartils · Crapoel · Dal · Diependal · Elkenrade · Elzet · Eperheide · Etenaken · Euverem · Eyserhalte · Eyserheide · Gracht Burggraaf · Heijenrath · Helle · Hilleshagen · Höfke · Hoogcruts · Hurpesch · De Hut · Ingber · Kapolder · Kleeberg · Klein-Kullen · Klein-Kuttingen · Kosberg · Kuttingen · Landsrade · Overeys · Overgeul · Partij · Pesaken · De Piepert · Plaat · Schilberg · Schweiberg · Sinselbeek · Stokhem · Terpoorten · Terziet · Trintelen · Waterop · Wittem

Limburg: Steden en dorpen      Nederland: Provincies · Gemeenten